# Europäisches Jahr
Europäische Jahre  werden seit 1983 durch die Europäische Union ausgerufen, denen sie jeweils ein sozio-kulturelles Thema zuordnet. Während eines Europäischen Jahres findet, auf europäischer und nationaler Ebene, eine themenbezogene Öffentlichkeitsarbeit statt, die die Bevölkerung sowie die Regierungen der EU-Mitgliedstaaten auf das gewählte Thema aufmerksam machen sollen. Für Projekte, die zu den Themen stattfinden, stellt die Europäische Kommission Fördergelder zur Verfügung. Die Themen werden von der EU mehrere Jahre im Voraus ausgewählt und sollen eine breite inhaltliche Vielfalt behandeln, zum Teil ist dies auch mit besonders umfangreicher, europäischer Gesetzgebungstätigkeit im betreffenden Bereich verbunden.
Das Jahr 2008 wurde beispielsweise von der Europäischen Kommission zum Europäischen Jahr des interkulturellen Dialogs gewählt. Sie begründet dies damit, dass vor dem Hintergrund der EU-Osterweiterung sowie der größeren Mobilität und dem damit zusammenhängenden Kulturaustausch die Bedeutung des Interkulturellen Dialogs und entsprechender Kompetenzen zunehme. Die Kommission Junker verfolgte das Konzept der Europäischen Jahre nicht weiter; nur auf Initiative der Mitgliedsstaaten wurde 2018 zum Europäischen Jahr des Kulturerbes ausgerufen, das Europäische Jahr der Entwicklung 2015 war hingegen noch von der Kommission Barroso II vorbereitet worden. Mit dem Europäischen Jahr der Schiene 2021 wurde der Ansatz von der Kommission von der Leyen I im Rahmen des European Green Deal wieder aufgenommen.

## Liste der Themen der Europäischen Jahre von 1983 bis 2021
- 1983: Europäisches Jahr für kleine und mittlere Unternehmen (KMU) und Handwerk
- 1984: Europäisches Jahr der Europäerinnen und Europäer
- 1985: Europäisches Musikjahr
- 1986: Europäisches Jahr der Straßenverkehrssicherheit
- 1987: Europäisches Umweltjahr
- 1988: Europäisches Film- und Fernsehjahr
- 1989: Europäisches Informationsjahr über Krebs
- 1990: Europäisches Jahr des Tourismus
- 1992: Europäisches Jahr für Sicherheit, Arbeitshygiene, Gesundheitsschutz am Arbeitsplatz
- 1993: Europäisches Jahr der älteren Menschen
- 1994: Europäisches Jahr der Ernährung
- 1995: Europäisches Jahr des jungen Kraftfahrers
- 1996: Europäisches Jahr für lebenslanges Lernen
- 1997: Europäisches Jahr gegen Rassismus und Fremdenfeindlichkeit
- 1998: Europäisches Jahr der lokalen und regionalen Demokratie
- 1999: Europäisches Jahr zur Bekämpfung der Gewalt gegen Frauen
- 2001: Europäisches Jahr der Sprachen
- 2003: Europäisches Jahr der Menschen mit Behinderungen
- 2004: Europäisches Jahr der Erziehung durch den Sport
- 2005: Europäisches Jahr der politischen Bildung
- 2006: Europäisches Jahr der Mobilität der Arbeitnehmer
- 2007: Europäisches Jahr der Chancengleichheit für alle
- 2008: Europäisches Jahr des interkulturellen Dialogs
- 2009: Europäisches Jahr zur Kreativität und Innovation
- 2010: Europäisches Jahr zur Bekämpfung von Armut und sozialer Ausgrenzung[3]
- 2011: Europäisches Jahr der Freiwilligentätigkeit zur Förderung der aktiven Bürgerschaft[4][5]
- 2012: Europäisches Jahr für aktives Altern und Solidarität zwischen den Generationen
- 2013: Europäisches Jahr der Bürgerinnen und Bürger
- 2014: Europäisches Jahr der Bürgerinnen und Bürger (Doppeljahr mit 2013)[6]
- 2015: Europäisches Jahr der Entwicklung
- 2016: Die Europäische Kommission hat entschieden, 2016 kein Motto für ein Europäisches Jahr auszurufen.
- 2017: Die Europäische Kommission hat entschieden, 2017 kein Motto für ein Europäisches Jahr auszurufen.
- 2018: Europäisches Jahr des Kulturerbes
- 2019: Die Europäische Kommission hat entschieden, 2019 kein Motto für ein Europäisches Jahr auszurufen.
- 2020: Die Europäische Kommission hat entschieden, 2020 kein Motto für ein Europäisches Jahr auszurufen.
- 2021: Europäisches Jahr der Schiene[2]
- 2022: Europäisches Jahr der Jugend[7]
- 2023: Europäisches Jahr der Kompetenzen[8]